# Paweł Sobek
Paweł Sobek (Bytom, 23 de diciembre de 1929-Perth, 14 de septiembre de 2015) fue un futbolista polaco que jugaba en la demarcación de delantero.

## Biografía
Tras formarse en el Fortuna Bytom, finalmente debutó como futbolista en 1945 con el Szombierki Bytom. Jugó en el club durante cinco años, hasta que en 1951 se fue durante una temporada al Górnik Radlin. Tras volver al Szombierki Bytom en 1951, llegó a ganar la Segunda División en 1963, jugando en la siguiente temporada en la I Liga, siendo esta su última como jugador en Polonia. En 1964 se mudó a Perth, jugando durante un año en el Cracovia White Eagles. Tras retirarse fue incluido en el Salón de la Fama del Fútbol Australiano Oeste.
Falleció el 14 de septiembre de 2015 a los 85 años de edad en Perth.

## Selección nacional
Jugó un total de cinco partidos con la selección de fútbol de Polonia. Debutó el 18 de mayo de 1952 en un partido amistoso contra Bulgaria que finalizó con un resultado de 0-1 a favor del conjunto búlgaro. Además fue convocado por el seleccionador Michał Matyas para disputar los Juegos Olímpicos de Helsinki 1952, llegando a jugar un partido contra Bulgaria el 21 de julio de 1952. Su último partido lo jugó el 29 de noviembre de 1953 contra Albania.

### Goles internacionales
| # | Fecha                    | Estadio                                        | Oponente | Gol | Resultado | Competición |
| - | ------------------------ | ---------------------------------------------- | -------- | --- | --------- | ----------- |
| 1 | 13 de septiembre de 1953 | Estadio Nacional Vasil Levski, Sofía, Bulgaria | Bulgaria | 1-1 | 2–2       | Amistoso    |

## Clubes
| Club             | País    | Año         | Partidos | Goles |
| ---------------- | ------- | ----------- | -------- | ----- |
| Szombierki Bytom | Polonia | 1945 - 1950 |          | 5     |
| Górnik Radlin    | Polonia | 1951        |          | 3     |
| Szombierki Bytom | Polonia | 1951 - 1964 |          | 9     |